# Achuarmychus carltoni
Achuarmychus carltoni là một loài bọ cánh cứng trong họ Endomychidae. Loài này được Tomaszewska & Leschen miêu tả khoa học năm 2004.